# لي آي. ليفين
لي آي. ليفين (بالإنجليزية: Lee I. Levine)‏ هو عالم إنسان أمريكي، ولد في 1 فبراير 1939 في بانجور في الولايات المتحدة.